# Pseudosiccia lichenaria
Pseudosiccia lichenaria là một loài bướm đêm trong họ Noctuidae.